# 円珍
- 円珍（常用漢字）
- 圓珍（旧字体）
- 圓珎（古文書、古記録に見られる表記）

円珍（えんちん）は、平安時代の天台宗の仏教僧。天台寺門宗（寺門派）の宗祖。諡号は智証大師（智證大師、ちしょうだいし）。宝号は「南無大師智慧金剛（なむだいしちえこんごう）」。
唐で学んだ入唐八家（最澄、空海、常暁、円行、円仁、恵運、円珍、宗叡）の一人。

## 概説
弘仁5年（814年）、讃岐国（香川県）金倉郷に誕生。多度郡弘田郷の豪族佐伯氏の一門のひとり。俗姓は和気。字は遠塵。空海（弘法大師）の甥（もしくは姪の息子）にあたる。生誕地は善通寺から4kmほどのところ。幼少から経典になじみ、15歳（数え年、以下同）で比叡山に登り、延暦寺の義真に師事、12年間の籠山行に入る。
承和12年（845年）、役行者の後を慕い、大峯山、葛城山、熊野三山を巡礼し、修験道の発展に寄与する。承和13年（846年）、延暦寺の学頭となる。仁寿3年（853年）、新羅商人の船で入唐、途中で暴風に遭って台湾に漂着してから、同年8月に福州の連江県に上陸した。以後、天台山国清寺に滞在しながら求法に専念。斉衡2年（855年）には長安を訪れ、真言密教を伝授された。
天安2年（858年）、唐商人の船で帰国。帰国後しばらく金倉寺に住み、寺の整備を行っていた模様。その後、比叡山の山王院に住し、貞観10年（868年）に延暦寺第5代座主となる。これに先立つ貞観元年（859年）に園城寺（三井寺）の長吏（別当）に補任され、同寺を伝法灌頂の道場とした。後に、比叡山を山門派が占拠したため、園城寺は寺門派（天台寺門宗）の拠点となる。
寛平3年（891年）10月29日、入寂。享年78歳。三井寺には、円珍が感得したとされる『黄不動』『新羅明神像』等の美術品の他、円珍の手による文書が他数残されており、日本美術史上も注目される。
延長5年（927年）12月27日、醍醐天皇より「法印大和尚位」と「智証大師」の諡号を賜る。

## 著作
著作は90を数え、円珍の教えを知る著作である『法華論記』『授決集』の他、自身の書いた入唐旅行について記した『行歴抄』など著名である。『智証大師全集』全3巻がある。『行歴抄』では、円載との確執が描写されている。

## 肖像

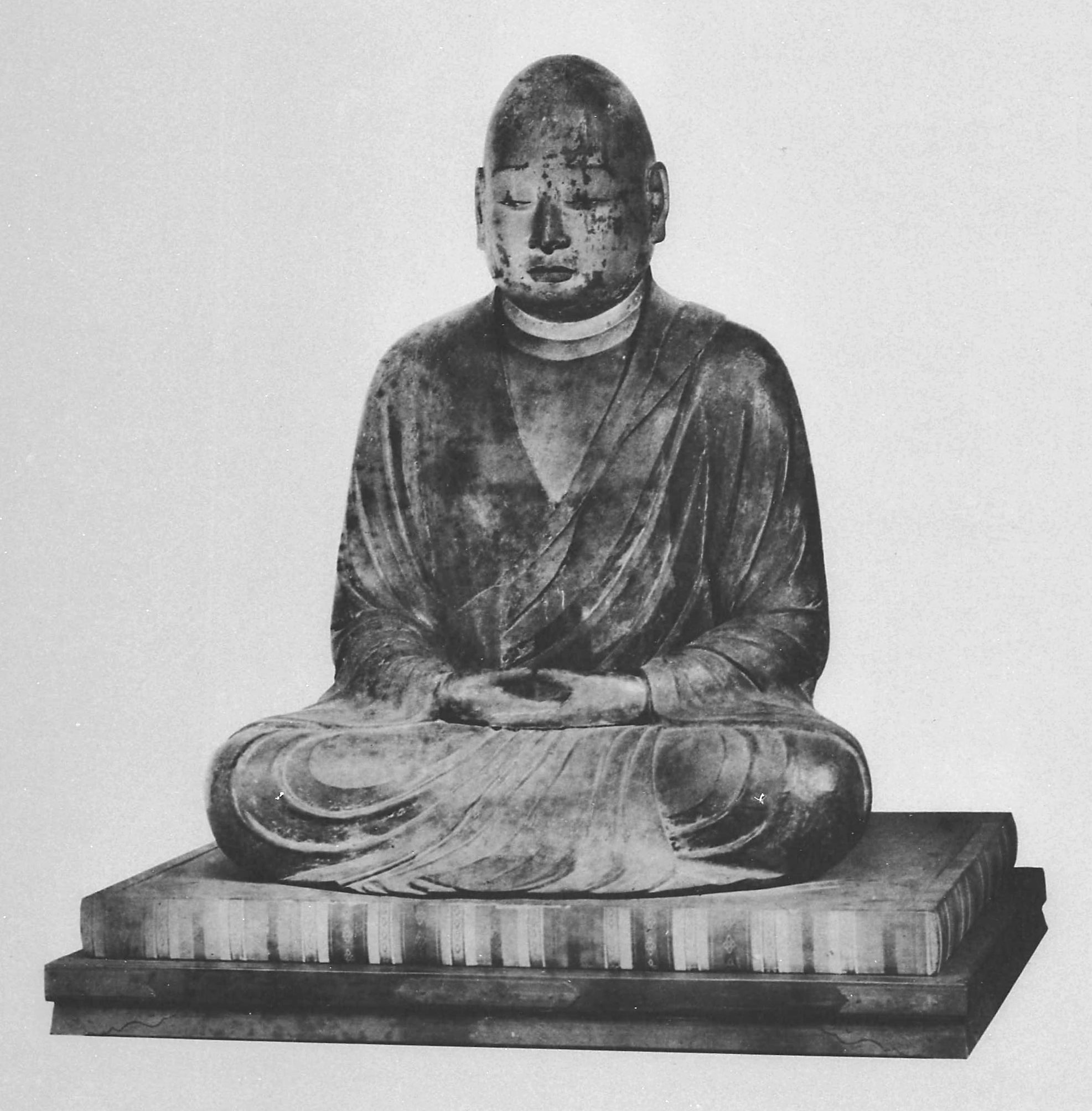
国宝の智証大師像（中尊大師）。園城寺所蔵。平安時代の作。

円珍は、園城寺では宗祖として尊崇され、同寺には国宝の彫像をはじめ、多くの円珍像が伝わる。同寺唐院大師堂には「中尊大師」「御骨大師」と称する2体の智証大師像があり、いずれも国宝に指定されている。いずれの像も頭頂が尖り、頭部の輪郭が卵型を呈する独特の風貌に特徴がある。これを「霊蓋」（れいがい）といい、左道密教では未来を予知できる能力を備えるとされ、非常に崇められた。反面、その験力を得ようと切り取られることもあったため、入唐時に諭され非常に警戒された。

## 円珍の書

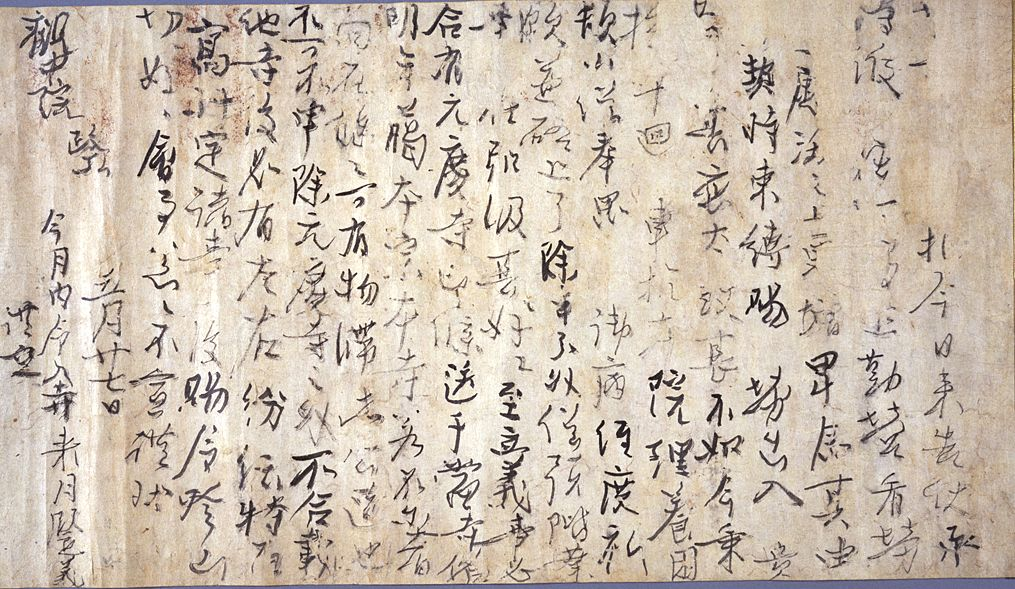
円珍自筆書状（僧正遍照宛、年未詳5月27日）。東京国立博物館蔵、国宝「円珍関係文書」の一つ。

書風は「枯枝のような」と評される独特のものである。真跡は20余点現存し、その代表的なものは次のとおりである。
- 僧正遍照宛円珍書状（国宝）[2]

東京国立博物館所蔵の国宝「円珍関係文書」のうち。古今集の歌人である遍照僧正への返信で、年はなく5月27日の日付があるのみであるが、晩年の手紙と推定される。一見稚拙のようだが、古渋な勁い書である。
- 請伝法公験奏状案（でんぽうくげんをこう そうじょうあん）（国宝）

園城寺所蔵の国宝「智証大師関係文書典籍」のうち。入唐からの帰国後、伝法のための公験（証明書）を請求するため、朝廷に提出した文書の案である。貞観5年（863年）11月13日の日付がある。書風は行書風の特徴ある楷書。

## 円珍関係文書典籍の「世界の記憶」登録
円珍が唐に渡る際に、九州の大宰府で交付された渡航証明書や、唐の役所で発給された通行許可証など合計56件で構成される「智証大師円珍関係文書典籍―日本・中国の文化交流史―」が2023年5月24日、ユネスコの「世界の記憶」に登録された。